# Algarrobal (Atacama)
Algarrobal, es un paraje chileno ubicado en la Provincia del Huasco, Región de Atacama. De acuerdo a su población es una entidad que tiene el rango de  caserío. Se ubica en el Valle de El Carmen.

## Historia
Este paraje está ubicado en el Valle del Carmen, tiene su origen en el Fundo Algarrobal, que se encuentra en la margen norte del río El Carmen.
Su nombre se debe al árbol nativo llamado Algarrobo (Prosopis chilensis), que fue muy común en el valle antes de su explotación para extraer maderas, existiendo sólo algunos pocos ejemplares.
Algarrobal es un fundo agrícola cuya producción se dedicó a la vitivinicultura y actualmente a la exportación de uva de mesa.
En 1899 era un fundo en el valle del Carmen.

Algarrobal.-—Fundo del departamento de Vallenar, comprendido en el abra del riachuelo del Carmen, y á 10 ó 12 kilómetros más abajo de la aldea de San Félix.
 Francisco Astaburuaga, 1899

## Turismo
Algarrobal se encuentra muy próximo a las localidades de Cerro Blanco y Crucecita.
Es un lugar adecuado para realizar observación de flora y fauna, senderismo, montañismo y en particular la fotografía, por el contraste de sus cerros de granito blanco y cerros de color ocre.
Durante la noche, gracias a la oscuridad de esta parte del valle, Algarrobal es un lugar ideal para realizar observación de estrellas.

## Accesibilidad y transporte
El Fundo Algarrobal se encuentra ubicada a 14,5 kilómetros de Alto del Carmen a través de la Ruta C-489 y 9,9 km San Félix.
Existe transporte público diario a través de buses de rurales desde el terminar rural del Centro de Servicios de la Comuna de Alto del Carmen, ubicado en calle Marañón 1289, Vallenar.
Si viaja en vehículo propio, no olvide cargar suficiente combustible en Vallenar antes de partir. No existen puntos de venta de combustible en la comuna de Alto del Carmen.
A pesar de la distancia, es necesario considerar un tiempo mayor de viaje, debido a que la velocidad de viaje esta limitada por el diseño del camino. Se sugiere hacer una parada de descanso en el poblado de Alto del Carmen para hacer más grato su viaje.
El camino es transitable durante todo el año, sin embargo es necesario tomar precauciones en caso de eventuales lluvias en invierno.

## Alojamiento y alimentación
En la comuna de Alto del Carmen existen pocos servicios de alojamiento formales, es posible encontrar en el poblado de Alto del Carmen y en  Retamo, se recomienda hacer una reserva con anticipación. Hay un servicio de alojamiento rural en proceso de formalización en Crucecita.
En las proximidades a Algarrobal hay servicios formal de Camping en Crucecita. También se puede encontrar algunos puntos rurales con facilidades para los campistas en los alrededores de  Cerro Blanco y Retamo.
Los servicios de alimentación son escasos, existiendo en Alto del Carmen, Retamo y San Félix algunos restaurantes.
En muchos poblados hay pequeños almacenes que pueden facilitar la adquisición de productos básicos durante su visita.

## Salud, conectividad y seguridad
Algarrobal cuenta con servicios de agua potable rural y electricidad.
En Alto del Carmen y  San Félix se encuentran localizados un Retenes de Carabineros de Chile y Postas Rurales dependientes del Municipio de Alto del Carmen.
En Algarrobal, no hay servicio de teléfonos públicos rurales, sin embargo existe señal para teléfonos celulares.
El Municipio de Alto del Carmen cuenta con una red de radio VHF en toda la comuna en caso de emergencias.
En Algarrobal a no hay servicio de cajeros automáticos, por lo que se sugiere tomar precauciones antes del viaje. Sólo en el poblado de Alto del Carmen existe un cajero automático. 
Por otra parte, en el poblado de Retamo existe un servicio de Caja Vecina.